# 호크스베이 지방

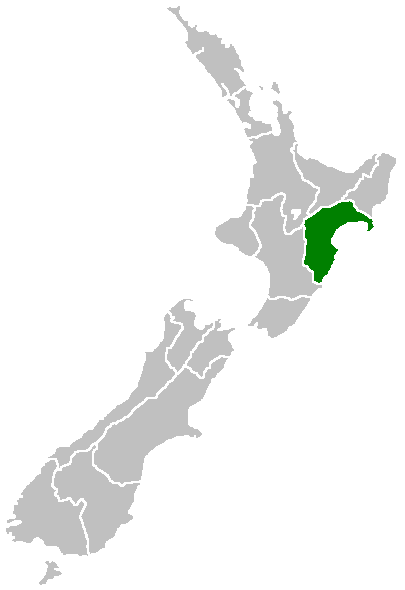
호크스베이의 위치(초록색)

호크스베이 지방(영어:Hawke's Bay, 마오리어: Heretaunga)은 뉴질랜드 북섬에 위치한 지방이다. 총 면적은 14,111km2이며, 인구는 2008년 기준 152,700명이다. 호크스베이는 세계적인 와인 생산지로 유명하다. 지방 의회는 네이피어와 헤이스팅스에 있다.

## 행정 구역
- 시
  - 네이피어 (뉴질랜드)
- 구
  - 헤이스팅스 구 (Hastings District)
  - 와이로아 구 (Wairoa District)
  - 센트럴 호크스 베이 구 (Central Hawke's Bay District)
- 기타
  - 타하루아 (Taharua)
  - 나마테아 (Ngamatea)

## 기후
여름은 길고 겨울엔 시원하기 때문에 포도농사에 최적이다. 기후는 건조하고 온화하다. 평야 위에 과수원과 포도원이 펼쳐져 있으며 원예농업으로 유명하다. 호크스 베이의 구릉지대에는 대부분 양과 소를 키운다.

## 지리
뉴질랜드에서 가장 긴 이름을 가진 지역이 있다. 호크스베이 남쪽의 언덕 지역이며 이름은 《타우마타와카탕이항아코아우아우오타마테아투리푸카카피키마웅아호로누쿠포카이웨누아키타나타후》이다. 이것으로 2009년 기네스 북에 등재되었다.

## 인구
| 연도  | 인구    | ±% p.a. |
| ----- | ------- | ------- |
| 1991  | 138,342 | —       |
| 1996  | 142,791 | +0.64%  |
| 2001  | 142,950 | +0.02%  |
| 2006  | 147,783 | +0.67%  |
| 2013  | 151,179 | +0.33%  |
| 2018  | 166,368 | +1.93%  |
| 출처: |         |         |